# Parous (satellite)
Parous (russe : Парус c'est-à-dire voile) est une famille de satellite de navigation soviétique puis russe. Déployé au cours des années 1970 et toujours opérationnel en 2013 le système Parous est utilisé par les vaisseaux de la marine de guerre, en particulier les sous-marins nucléaires lance-missiles pour déterminer leur position. Plus de 100 satellites Parous ont été lancés entre 1974 et 2010.

## Historique
Les premiers développements débutent vers 1967 chez le principal constructeur de satellites soviétique ISS Reshetnev. Le système de navigation est développé par NII Radiopribor. Le satellite est initialement nommé Tsiklon-B car il prend la suite de la série des satellites Tsyklon qui jouent le même rôle. Le lancement du projet est sans doute lié au développement du système de navigation Transit aux États-Unis. La mise au point des logiciels permettant d'atteindre la précision attendue est difficile et le premier satellite n'est lancé que le 26 décembre 1974. Le service devint opérationnel en 1976. Le dernier satellite Parous a été lancé en 2010. Selon son constructeur le rôle du système Parous doit être repris par la famille de satellites Meridian,.

## Caractéristiques techniques
Chaque satellite d'une masse d'environ 825 kg a la forme d'un cylindre de 2,035 m de diamètre prolongé par plusieurs antennes. La plateforme cylindrique est spinnée et couverte de cellules solaires. Le satellite est stabilisé par gradient de gravité. Le système Parous pour être opérationnel comprend 6 engins actifs placés sur une orbite circulaire de 1 000 km avec une inclinaison de 82,6°. Le plan orbital de chaque satellite est séparé de 30°. Généralement pour chaque satellite actif il existe un satellite en réserve placé sur la même orbite. Le système Parous permet aux navires de connaitre leur position avec une précision de 100  à   300 mètres (contre 1 km avec la génération précédent Tsyklon) après une période de collecte des signaux d'une durée comprise entre 5 et 15 minutes. La disponibilité du système est entrecoupée d'interruptions de signaux qui peuvent durer de 30 minutes à 1 heure et demie. Les satellites Parsus sont mis en orbite de manière unitaire par des lanceurs légers Cosmos-3M tirés depuis le cosmodrome de Plessetsk. La durée de vie de chaque satellite est comprise entre 18 et 24 mois,.

## Versions dérivées
Les satellites Tsikada sont une série de satellites dérivés des Parous à usage principalement civil. D'une conception plus avancée que les Parous, il suffit d'une constellation de 4 satellites répartis sur des plans orbitaux séparés par 45° pour obtenir une position avec une précision 100 mètres. 20 engins de ce type sont lancés entre 1976 et 1995. Certains d'entre eux étaient équipés avec un récepteur Cospas-Sarsat destiné au sauvetage en mer et nommés Nadezhda, dont 10 exemplaires sont mis en orbite entre 1982 et 2002.